# Het Huis Anubis en de Vijf van het Magische Zwaard
Het Huis Anubis en de Vijf van het Magische Zwaard was een Nederlands-Vlaamse jeugd-soapserie waarin vijf jongeren met ieder een speciaal zintuig het mysterie van de donkere druïden moesten ontrafelen. Het Huis Anubis en De Vijf van het Magische Zwaard werd vanaf 17 maart 2010 uitgezonden op Nickelodeon en eindigde na 173 afleveringen en 2 cross-overs op 3 juni 2011. Het programma werd gemaakt in samenwerking met Studio 100. De serie was een spin-off van Het Huis Anubis.
Van 4 februari 2019 tot en met 5 juni 2019 is de volledige serie herhaald op Nickelodeon. Het werd iedere schooldag om 22:30 uitgezonden op Nickelodeon in Nederland.

## Seizoenen
| Seizoen | Afleveringen | Deel | Afleveringen | Uitzendingen                       | Titelsong         | Naam van seizoensdeel   |
| ------- | ------------ | ---- | ------------ | ---------------------------------- | ----------------- | ----------------------- |
| 1       | 113          | 1    | 48           | 17 maart 2010 - 21 mei 2010        | De Vijf Zintuigen | De Legende van de Vijf  |
| 1       | 113          | 2    | 65           | 6 september 2010 - 3 december 2010 | De Vijf Zintuigen | Het Duistere Ritueel    |
| 2       | 60           | 1    | 60           | 14 maart 2011 - 3 juni 2011        | De Vijf Zintuigen | De Strijd om het Zwaard |

## Verhaal

### Synopsis
Het Huis Anubis (de eerste vier seizoenen) heeft een vervolg. Dit vervolg is Het Huis Anubis en de Vijf van het Magische Zwaard. Kai heeft het huis van Victor overgekocht na afloop van de oude serie waarna de Vijf in het huis komen wonen. Ook al hebben de oude bewoners niets te maken met het nieuwe verhaal, de serie gaat gewoon door met seizoen 5, maar om verwarring te voorkomen start de telling van deze serie gewoon weer bij seizoen 1.

### Seizoen 1
In een internaat wonen vijf jongeren met een overgevoelig zintuig. Zij heten Sterre, Pim, Anastacia, Marcel en Raphael. Volgens oude voorspelling van Merlijn zouden na het tweede millennium de donkere druïden weer opstaan en proberen hun krachten af te nemen om Ewan, de broer van Kai, weer tot leven te brengen. De vijf jongeren zouden volgens de legende de donkere druïden alleen kunnen verslaan als ze hun krachten zouden accepteren en bundelen.
De vijf jongeren wonen samen onder leiding van huiseigenaren Arlène en de mysterieuze Kai. Ze gaan naar school op schoolgemeenschap 'De heilige Eik'. Kai zit verborgen op de zolder van het huis en houdt de bewoners in de gaten door middel van camera's. Arlène doet heel aardig voor de kinderen zodat ze zich thuis voelen, maar ook Arlène hoort net als Kai bij de donkere druïden, samen met nog het schoolhoofd Hubertus, bibliotheekdame Witteke en de juweliersvrouw van het winkeltje. 
Kai heeft de Vijf nodig om zijn broer tot leven te wekken zodat hij en zijn broer het zwaard in handen krijgen, maar om Ewan tot stand te houden hebben de druïdes het zesde zintuig nodig. Dat is die van Emily, wiens zintuig ze als eerste hadden genomen, nog voor de Vijf in het huis woonde. Emily is hierdoor  een geest geworden door de donkere druïden. Haar zintuig is denken, oftwel intuitie. Sterre komt in contact met Emily's geest. Pim komt er ook achter wat er gaande is en nu zijn Sterre en Pim de enigen die weten van de inlijvingen van de zintuigen. De anderen hebben het te druk met hun eigen belevenissen in Het Huis Anubis. 
Vier van de vijf worden succesvol ingelijfd. Sterre is als laatste. Maar zij weet van de inlijvingen en biedt aan om vrijwillig mee te gaan zonder een speciaal drankje te drinken dat haar gedachtes wist. Dit is wel bij de anderen gebeurd. Sterre moet tijdens het ritueel een glazen bol aanraken zonder handschoentjes en bevriest hierdoor gedeeltelijk. Ze lijkt te verliezen, maar omdat Sterres zintuig tast is kan zij wanneer ze iets aanraakt het laten veranderen in iets anders. Hiermee stopt ze de inlijving door te denken aan de Vijf die samenwerken terwijl ze de bol aanraakt. Hierdoor ontploffen de glazen bol en Ewan, en hebben de donkere druïden verloren. Alle zintuigen die Ewan had zijn verdwenen, behalve het zintuig van Emily, waardoor ze  weer verandert in een mens en wordt herenigd met haar vader Leopold. Merlijn zegt tegen Sterre dat hun zintuigen gered zijn en de donkere druïden verslagen zijn, maar volgens Merlijn komt er een nieuw kwaad tevoorschijn…

### Seizoen 2
Het is intussen al weer een maand geleden dat het laatste ritueel plaatsvond en de duistere dreigingen lijken volledig te zijn verdwenen uit het Huis Anubis, maar niets is minder waar. Er dreigt een groot gevaar zonder dat de bewoners van het Huis Anubis het beseffen: de boosaardige Morgana le Fay wil het zwaard van koning Arthur in handen krijgen. Merlijn waarschuwt de Vijf: ze moeten hun zintuigen terugkrijgen en ontwikkelen want alleen de Vijf kunnen Morgana verslaan. Maar Morgana staat dichter bij haar doel dan iemand ook weet: Thomas, de nieuwkomer in het Huis Anubis is Morgana's handlanger en moet in opdracht van Morgana de Vijf uit elkaar drijven en ervoor zorgen dat ze hun zintuigen niet terug krijgen. Haar plannen lijken te werken. Anastacia wordt verliefd op Thomas en trapt als eerste in de val van Morgana.
Merlijn heeft een ridder gestuurd genaamd Galahad, hij heeft een soort magische steen waardoor de Vijf hun zintuigen terug kunnen krijgen. De Vijf slagen erin om hun zintuigen terug te krijgen en nu ze hun zintuigen terug hebben moeten ze één voor één een opdracht doen om een amulet achter het portaal van de Fee van het Meer te vinden en zij zal de Vijf het Teken van de Vijf geven. Vier van de vijf hebben het Teken van de Vijf gekregen, alleen Anastacia niet. In plaats van het teken van de Vijf heeft zij het duistere teken van Morgana gekregen. Morgana zou haar gaan helpen bij haar zang zodat ze zou winnen van Hester. Nu Morgana het zwaard heeft wil ze de wereld veroveren. Anastacia slaagt er net op tijd in om het echte Teken van de Vijf te bemachtigen en het duistere teken weg laten halen door de fee. De Vijf werken samen en verslaan zo Morgana. Thomas kiest niet voor Morgana maar voor Anastacia. Merlijn heeft de Vijf bedankt voor hun inzet en moed.

## Personages

### Hoofdrollen
| Acteur/actrice       | Rol                            | Seizoen(en) | Afleveringen                         |
| -------------------- | ------------------------------ | ----------- | ------------------------------------ |
| Sanne Samina Hanssen | Anastacia van Emeryck-Reehorst | 1-2         | 1-155, 158-173 of (405-560, 562-579) |
| Alex Molenaar        | Pim Versteeg                   | 1-2         | 1-173 of (405-579)                   |
| Jennifer Welts       | Sterre de Wit                  | 1-2         | 1-173 of (405-579)                   |
| Juliann Ubbergen     | Marcel Keizer                  | 1-2         | 1-173 of (405-579)                   |
| Roel Dirven          | Raphael Salomons               | 1-2         | 1-173 of (405-579)                   |

### Bijrollen
| Acteur               | Rol                                           | Seizoen(en) | Afleveringen |
| -------------------- | --------------------------------------------- | ----------- | --- |
| Mattijn Hartemink    | Kai                                           | 1           | Na de finale en in de 2 cross-overs van aflevering 404. Later in de nieuwe serie in aflevering (404)-1-95-96-98-115-(116) of (404)-(405-501-502-504-519)-(520) |
| Guus Dam             | Merlijn                                       | 1-2         | 1-173 of (405-579) |
| Bettina Berger       | De moeder van Sterre de Wit/Mevrouw de Wit    | 1           | 1-115 of (405-519) |
| Theo de Groot        | De vader van Raphael Salomons/Meneer Salomons | 1           | 1-115 of (405-519) |
| Marieke de Kruijf    | Arlène                                        | 1           | 1-115-(116) of (405-519)-(520) |
| Minke Gommer         | Emily de Groen                                | 1           | 3-115-(116) of (407-519)-(520) |
| Bennie den Haan      | Leopold de Groen                              | 1           | 4-74-115-(116) of (408-478-519)-(520) |
| Arthur Veen          | Hubertus Berkelaar                            | 1           | 5-115-(116) of (409-519)-(520) |
| Mirjam Hegger        | Witteke Duiventil                             | 1           | 6-115-(116) of (410-519)-(520) |
| Marianne Vloetgraven | Juweliersvrouw                                | 1           | 7-115-(116) of (411-519)-(520) |
| Liëla Rigter         | Musicallerares Camilia                        | 1           | 10-115 of (414-519) |
| Maaike Bakker        | Bertina van Meent                             | 1           | 21-94-115 of (426-499-519) |
| Rik Witteveen        | Vince                                         | 1           | 74-115 of (478-519) |
| Mattijn Hartemink    | Ewan (Stem)                                   | 1           | 1-98-115-(116) of (405-504-519)-(520) |
| Emiel Sandtke        | Thomas                                        | 2           | 116-175 of (520-579) |
| Peggy Vrijens        | Morgana Le Fay                                | 2           | 116-175 of (520-579) |
| Marit van Bohemen    | Tineke                                        | 2           | 117-175 of (521-579) |
| Nellie Benner        | Hester van Vleuten                            | 2           | 122-175 of (526-579) |
| Liza Sips            | Cato van Vleuten                              | 2           | 122-175 of (526-579) |
| Bart van der Schaaf  | Frederik van Vleuten                          | 2           | 122-175 of (526-579) |
| Guillaume Devos      | Ridder Galahad                                | 2           | 122-175 of (526-579) |
| David Cantens        | Muziekleraar Gideon                           | 2           | 126-175 of (530-579) |
| Mario Perton         | Ernst                                         | 2           | 129-130 of (533-534) |
| Lauretta Gerards     | De Fee van het meer                           | 2           | 141-175 of (545-579) |

## Genootschappen en Clubs

### De Vijf
| Naam                           | Overgevoelig Zintuig | Onderdrukking | Planeet   | Dier   | Plant      | Bloem       | Inlijving                         | Opdracht                                                            | Vindplaats Amulet                           | Tekens |
| ------------------------------ | -------------------- | ------------- | --------- | ------ | ---------- | ----------- | --------------------------------- | ------------------------------------------------------------------- | ------------------------------------------- | --- |
| Anastacia van Emeryck-Reehorst | Zicht                | Zonnebril     | Mercurius | Kat    | Lijsterbes | Roos        | Aflevering 50                     | Helderziend, in het donker kijken,verre dingen zien                 | In Het Huis Anubis: De Sterrenkoepel        | Het duisteren teken aflevering 132 - aflevering 172 Het teken van de Vijf in aflevering 172 (aflevering 578) |
| Pim Versteeg                   | Reuk                 | Deodorant     | Onbekend  | Hond   | Onbekend   | Onbekend    | Aflevering 110                    | Geuren elimineren door te ademen                                    | In Het Huis Anubis: De Sterrenkoepel        | Het teken van de Vijf in aflevering 160 (aflevering 566)                                                     |
| Sterre de Wit                  | Tast                 | Handschoenen  | Onbekend  | Uil    | Onbekend   | Onbekend    | Aflevering 113, inlijving mislukt | Gedachten "voelen", Cryokinese, water bevriezen                     | In Het Huis Anubis: In de keuken in de oven | Het teken van de Vijf in aflevering 139 (aflevering 545)                                                     |
| Marcel Keizer                  | Smaak                | Sambal        | Onbekend  | Varken | Esdoorn    | Kattenkruid | Aflevering 97                     | Ware bedoelingen ontdekken, door "proeven" van aangeraakte objecten | In Het Huis Anubis: In de Bibliotheek       | Het teken van de Vijf in aflevering 171 (aflevering 577)                                                     |
| Raphael Salamons               | Gehoor               | Koptelefoon   | Jupiter   | Wolf   | Eikenblad  | Onbekend    | Aflevering 79                     | Hoort geluiden op grote afstand                                     | Op School: In de tafel van Sterre           | Het teken van de Vijf in aflevering 148 (aflevering 555)                                                     |

### De Donkere Druïden
Dit is de club die Ewan tot leven wil wekken. Kai, Arlène, schoolhoofd Hubertus Berkelaar, bibliotheekdame Witteke en de juweliersvrouw zijn hier lid van. Als Hubertus moet komen, komt hij gelijk naar Kai en Arlène. Bij de eerste inlijving krijgt Ewan zijn zicht terug. Leopold probeert de inlijvingen samen met Pim en Sterre te stoppen maar Berkelaar, Witteke en Arlène zitten hem op de hielen. Daarom nam hij ontslag en heeft hij zijn huis verlaten. Verder in de serie heeft Berkelaar Leopold gevangen en bij Emily gebracht.
Informatie over het genootschap van de Donkere Druïden, personages op volgorde van verschijnen.
| Lid                | Functie                                 | Woonplaats      | Status    |
| Seizoen 1          | Seizoen 1                               | Seizoen 1       | Seizoen 1 |
| ------------------ | --------------------------------------- | --------------- | --------- |
| Kai                | Leider                                  | Het Huis Anubis | Verslagen |
| Arlène             | Huisvrouw / Voorbereider / Boodschapper | Het Huis Anubis | Verslagen |
| Hubertus Berkelaar | Voorbereider / Paddenbewaarder          | Onbekend        | Verslagen |
| Witteke Duiventil  | Spion / Researcher                      | Onbekend        | Verslagen |
| Juweliersvrouw     | Spion / Waarzegster                     | Onbekend        | Verslagen |
| Ewan               | Ontvangt de zintuigen van de Vijf       | Het Huis Anubis | Verslagen |

Na het einde van het eerste seizoen zijn de donkere druïden verdwenen, maar in het tweede seizoen blijkt dat het kwaad nog niet verslagen is. Morgana Le Fey ontwaakt in de portaalwereld. Samen met Thomas aan haar zijde is ze vastberaden om met behulp van het Magische Zwaard Excalibur de hele wereld in haar macht te krijgen!
| Lid                            | Functie   | Woonplaats                                | Status                                                                             |
| Seizoen 2                      | Seizoen 2 | Seizoen 2                                 | Seizoen 2                                                                          |
| ------------------------------ | --------- | ----------------------------------------- | ---------------------------------------------------------------------------------- |
| Thomas                         | Spion     | Het Huis Anubis                           | Gered door Anastacia en kiest de goede kant                                        |
| Morgana Ie Fey                 | Leider    | Andere kant portaal en in Het Huis Anubis | Verslagen                                                                          |
| Anastacia van Emeryck-Reehorst | Spion     | Het Huis Anubis                           | Duister teken wordt afgenomen door de fee van het meer en kiest voor haar vrienden |

## Discografie

### Singles
| Single met eventuele hitnotering(en) in de Nederlandse Top 40 | Datum van verschijnen | Datum van binnenkomst | Hoogste positie | Aantal weken | Opmerkingen              |
| ------------------------------------------------------------- | --------------------- | --------------------- | --------------- | ------------ | ------------------------ |
| De vijf zintuigen                                             | 15-03-2010            | -                     |                 |              | #22 in de Single Top 100 |

| Single met hitnotering(en) in de Vlaamse Ultratop 50 | Datum van verschijnen | Datum van binnenkomst | Hoogste positie | Aantal weken | Opmerkingen |
| ---------------------------------------------------- | --------------------- | --------------------- | --------------- | ------------ | ----------- |
| De vijf zintuigen                                    | 2010                  | 27-03-2010            | 6               | 3            |             |

## Theatershows
- Anubis en het Mysterie van het Verborgen Symbool - december 2010+januari 2011
- Het Huis Anubis en het Geheim van de Verloren Ziel[2] - theatershow 2011/2012

### Studio 100 Zomerfestival
In 2010 waren de vijf van de partij bij het Studio 100 Zomerfestival.

## Specials
- Het Huis Anubis: De Vijf en de Toorn van Balor

## Dvd's

### Dvd-boxen
- Het Huis Anubis - de Vijf van het Magische Zwaard - dvd-box: Seizoen 1 (5) - Deel 1: aflevering 1 t/m 50 (16 juni 2010)
- Het Huis Anubis - de Vijf van het Magische Zwaard - dvd-box: Seizoen 1 (5) - Deel 2: aflevering 51 t/m 89 (8 december 2010)
- Het Huis Anubis - de Vijf van het Magische Zwaard - dvd-box: Seizoen 1 (5) - Deel 3: aflevering 90 t/m 115 (9 februari 2011)
- Het Huis Anubis - de Vijf van het Magische Zwaard - dvd-box: Seizoen 2 (6) - Deel 4: aflevering 116 t/m 151 (8 juni 2011)
- Het Huis Anubis - de Vijf van het Magische Zwaard - dvd-box: Seizoen 2 (6) - Deel 5: aflevering 152 t/m 175 (12 oktober 2011)

### Shows
- Anubis en het Mysterie van het Verborgen Symbool (theatershow - 2010/2011)

### Films
- Het Huis Anubis: De Vijf en de Toorn van Balor (2011)

## Boeken
1. De Legende van de Vijf (over het eerste deel van seizoen 1 (5) van Het Huis Anubis) (16 juni 2010)
2. Het Duistere Ritueel (over het tweede deel van seizoen 1 (5) van Het Huis Anubis) (24 november 2010)
3. De Strijd om het Zwaard (over seizoen 2 (6) van Het Huis Anubis) (20 mei 2011)

### Overige Boeken
- Posterboek
- De ultieme dromenvanger
- De geheime formule
- Codekraker
- Hersenbrekers
- Vriendenboekje

## Merchandise van Het Huis Anubis

### Spellen
- Het Huis Anubis en de Vijf van het Magische Zwaard: Anubis De Donkere Strijd (Nintendo DS Game)

## Fouten in de serie
- In aflevering 1 keek Sterre naar Het Huis Anubis, maar ondertussen zag je in een flits Anubis The Ride rechtsonder in beeld.
- In aflevering 1 zie je de Boompool (microfoon) in beeld, bij de scène als Sterre zich omdraait naar Arlène in de gang, na binnenkomst.
- In aflevering 2 loopt Pim uit de badkamer, na zich te hebben bespoten met deo. Je ziet een zwarte gedaante van mens, die de kamer voor de volgende scène verfrist.
- In aflevering 4 zijn bij de eerste geschiedenisles door het raam de kluisjes te zien op het moment dat Leopold, verkleed als druïde, door de klas loopt. Hier is naast de kluisjes het grote witte kluisje van Anastacia te zien, maar op dit moment had Anastacia dit kluisje nog niet eens besteld en was het er dus nog niet.
- In aflevering 8 pakt het schoolhoofd de elektrische vliegenmepper. Als het vliegje ontploft legt hij zijn elektrische vliegenmepper neer en heeft hij alleen zijn linkerhand op zijn bureau. Zodra het shot buiten zijn kantoor te zien is met rennende leerlingen, is de elektrische vliegenmepper verdwenen en rusten beide handen op zijn bureau.
- In aflevering 11 zit een montagefout. Pim zit met Marcel in de bieb. Marcel heeft op dit moment een bol van papier-maché op zijn hoofd. Pim zegt “Je hebt een enorme bol papier-maché op je hoofd, je kunt onmogelijk minder opvallen”. Tijdens deze uitspraak zie je in het volgende shot Pims mond niet bewegen terwijl je zijn stem wel hoort vertellen.
- In aflevering 18 zegt Anastacia tegen Marcel dat ze 'Anastacia Emeryck-Van Reehorst' heet, maar ze heet 'Anastacia Van Emeryck-Reehorst'.
- In aflevering 38 dwingt Anastacia Raphael om samen auditie te gaan doen. Zodra Anastacia vlug kijkt naar Lexi, laat Lexi zien de ze klaar is voor hun auditie. Later in de scène werden precies dezelfde beelden van Lexi hergebruikt, terwijl Anastacia al aan het playbacken is.
- In aflevering 62 treedt studente Anja op in een raar pak en even later zien we haar zichzelf opfrissen in de kleedkamer.
- In aflevering 68 heeft Raphael in het ene deel van de aflevering lang haar, maar kort haar in het ander deel.
- In aflevering 69 eet Marcel van de cakejes voor lexi zonder zijn sambal tenzij in elk van de cakejes in het midden sambal zit maar daar lijkt het niet op
- In aflevering 77 hangt er geen schilderij aan het portaal.
- In aflevering 80 zie je Pim onderzoek doen naar voetstappen op de benedenverdieping, echter wanneer het shot totaal wordt, zie je de microfoon nog snel omhoog gaan.
- In aflevering 81 zit een montagefout op het einde van de aflevering. Wanneer Berkelaar met Kai in gesprek is, hoor je Kai zeggen: "Jij kwam iets brengen. Iets dat je al veel eerder had moeten brengen, iets wat niet van jou is. Het boek." Als Sterre en Pim dan te zien zijn aan het afluisteren, hoor je in de achtergrond precies dezelfde zin weer afspelen.
- In aflevering 86 zie je een microfoon in beeld, wanneer Pim vanuit de kast naar Arlène kijkt in de geheime ruimte, waar hij zich op dat moment heeft verstopt.
- In aflevering 87 heeft Pim voor hij de deur van Kai's bibliotheek doorgaat een koptelefoon op. Toen hij door de deur was, had hij ineens geen koptelefoon meer op.
- In aflevering 114 is een microfoon in beeld wanneer Sterre iets tegen de anderen in de gang vertelt.
- In aflevering 129 lopen Pim en Marcel samen naar school (bij Pim te zien aan de tas en bij Marcel aan de kleding), terwijl Marcel opgesloten zit in het Portaal (onbekend omdat dat nog niet te zien is).
- In aflevering 135 loopt/rent Marcel met Pim het musical lokaal uit om te knuffelen. Voordat ze uit het lokaal zijn, heeft Marcel een vestje aan; meteen de volgende scène (uit het lokaal) is het vestje opeens verdwenen.
- In aflevering 163 heeft Morgana Le Fay een soort muts op. Ze gaat naar de sterrenkoepel en opeens is de muts nergens meer te bekennen.
- In aflevering 172 heeft Anastacia de kraag van haar jas gesloten; even later staat deze open.

## Locaties van de serie
| Locatie in de serie | Locatie in het echt | Opmerking |
| --- | --- | --------- |
| Het Huis Anubis buiten                                                                                                  | De originele opnames van de omgeving van Het Huis Anubis zijn opgenomen bij Kasteel Hof ten Dorpe te [Theofiel Reynlaan 3, 2640 Mortsel]. Echter zijn er ook enkele kleine opnames gemaakt met de verschillende castleden in Plopsaland de Panne, bij de achtbaan Anubis: The Ride [De Pannelaan 68, 8660 De Panne]. Het station is namelijk een verkleinde replica van het echte Huis Anubis. |           |
| Het Huis Anubis Binnen (decor)                                                                                          | Nijverheidstraat 17 1840 Londerzeel België |           |
| De school waar de Vijf op zit: De school/schoolgemeenschap: De heilige Eik                                              | Sint Janscollege Waversesteenweg 3 3320 Meldert België |           |
| Sterre & Anastacia lopen door een poort en door een straat                                                              | Begijnhofpoort Martienushoek 4 2500 Lier België |           |
| Het Juwelierswinkeltje van de winkeldame                                                                                | De Bron van Bavalon Meusegemstraat 118/A 1861 Wolvertem België |           |
| Het huisje van Leopold                                                                                                  | Het landhuis Ter Speelbergen Kempens Landschap Peredreef 5 2580 Putte België |           |
| De Portaalwereld of De Magische Wereld en De Steencirkel van Merlijn de Tovenaar & De Donkere Druïden & Morgana Le Fay. | Op de Kempense Heuvelrug bij De Kabouterberg Markt 13 2460 Kasterlee België |           |
| Het meer van de Fee | Provinciaal Recreatiedomein De Schorre Schommelei 1 2850 Boom België |           |
| Het bos waar het portaal naar de toekomst is                                                                            | In het stadspark van Turnhout België |           |

## Trivia
- In tegenstelling tot de oudere serie, werden de buitenopnames van het huis Anubis in Plopsaland De Panne gehouden. Het binnendecor was volledig nieuw omdat ze het oude decor nog nodig hadden voor de Duitse remake Das Haus Anubis.
- Kai was voor aflevering 1 al te zien in twee cross-overs, dus na de finale van de oude serie Het Huis Anubis. In deze cross-overs waren enkel Kai en Victor (de oude eigenaar van Het Huis Anubis) te zien na aflevering 404.
- Als locatie voor het juwelenwinkeltje werd gekozen voor De Bron van Bavalon in Wolvertem (België). In de werkelijkheid is dit ook een echt geschenken- en juwelenwinkeltje.
- De nieuwe serie speelt zich een aantal jaar na de laatste aflevering van de ouder-serie af. Aangezien de oorspronkelijke reeks gelijk liep met deze tijd, zal deze serie zich iets in de toekomst afspelen (in circa 2012)
- De stem van Ewan in het eerste seizoen is een bewerkte stem ingesproken door Mattijn Hartemink, die ook Kai speelde in de serie.
- De kamer van Thomas in de eerste paar afleveringen van het 2de seizoen is dezelfde locatie als de zoldertrap van het oude Het Huis Anubis.
- In de eerste aflevering als Sterre aankomt bij het huis is het net zoals bij Nienke.
- Het eerste deel van seizoen 1 bestaat uit 48 afleveringen, op de dvd echter uit 50 afleveringen. De eerste aflevering is daarop in drie delen samengevoegd.